# 卡雷尔·迈塔 (1951年)
卡雷尔·迈塔（捷克語：Karel Mejta，1951年7月2日—），捷克男子赛艇运动员。他曾代表捷克斯洛伐克参加1977年和1978年世界赛艇锦标赛，共获得一枚银牌和一枚铜牌。

## 家庭
父亲卡雷尔·迈塔。